# Accademia europea di Palazzo Ricci
L'Accademia europea di Palazzo Ricci (Europäische Akademie für Musik und Darstellende Kunst) è un progetto culturale tedesco in Italia completamente dedicato alla musica. È una Associazione senza fini di lucro ed è emanazione del Conservatorio di musica e danza di Colonia.
Ha sede presso il Palazzo Ricci di Montepulciano, dove si svolgono le attività artistiche in prevalenza da marzo ad ottobre.

## Offerta
- Master class con docenti di fama internazionale
- progetti tematici
- borse di studio
- conferenze

## Corsi e concerti
Ogni anno si svolgono più di 40 corsi di perfezionamento e progetti, nonché una serie di concerti con la partecipazione di centinaia di giovani musicisti e pubblico da tutto il mondo.